# 申港证券
申港证券股份有限公司，于2016年3月14日获中国证监会批复设立，并于同年10月正式开业，系国内首家根据内地与香港关于建立更紧密经贸关系的安排补充协议十（简称“CEPA10”）的具体指引正式设立的合资全牌照证券公司。公司注册资本43.15亿元人民币，由3家香港持牌金融机构、11家国内机构投资者共同发起设立，其中港资股东持股比例合计为29.32%。公司总部位于上海自贸区，在全国多地设有18家分公司和5家证券营业部；现有员工700多人，主要经营证券资产管理，证券经纪，证券承销与保荐，证券自营，证券投资咨询，与证券交易、证券投资活动有关的财务顾问，融资融券，人民币利率互换，代理证券质押登记，股票质押式回购，受托管理保险资金等业务。
根据中国证券业协会证券公司2020年经营业绩指标排名，申港证券投行业务收入行业排名第29位，其中绿色债承销家数及承销规模分列行业第1位、第5位，股票承销收入排名第24位，并购重组收入排名第33位，债券承销收入排名第37位；财务顾问业务收入排名第13位；固定收益业务银行间累计现券交易总量行业排名第9位；投资咨询业务收入行业排名第26位。多项业务指标进入行业前列。